# Merkur Spiel-Arena
Merkur Spielarena (đọc cách điệu là MERKUR SPIEL-ARENA), trước đây được gọi là Esprit Arena (cho đến ngày 2 tháng 8 năm 2018), LTU Arena (cho đến tháng 6 năm 2009), và Düsseldorf Arena (tại Eurovision Song Contest 2011), là một sân vận động bóng đá ở Düsseldorf, Đức. Sân vận động này có sức chứa 54.600 chỗ ngồi và có mái che có thể thu vào. Hệ thống sưởi ấm đặc biệt của sân cho phép sân vận động tổ chức các sự kiện vào thời gian cao điểm của mùa đông.